# إمارة دبي
إمارة دبي (تنطق محلياً ادبَي) هي إحدى الإمارات السبع المكونة لدولة الإمارات العربية المتحدة، وهي ثاني أكبر إمارة في الاتحاد بعد إمارة أبوظبي إذ تبلغ مساحتها 3900 كم مربع أي ما يعادل 5% تقريبا من مساحة دولة الإمارات. يحدها من الغرب إمارة أبوظبي ومن الشرق إمارة الشارقة، وتمتد جنوباً لتلامس حدود سلطنة عُمان أما في الشمال فهي مطلة على الخليج العربي.
بلغ عدد سكان الإمارة بحسب تقديرات العام 2019، ما يقارب 3,355,900 نسمة، وأغلب سكانها هم من الأجانب والعمالة الوافدة، ويتميز مجتمعها بالتنوع الثقافي الكبير، إذ يعيش فيها إلى جوار مواطني الدولة جاليات ما يقرب من 200 جنسية مختلفة
تعتبر دبي العاصمة الاقتصادية للإمارات العربية المتحدة، وقد تطورت تطوراً كبيراً خلال السنوات الماضية تحت حكم الشيخ محمد بن راشد آل مكتوم. لعب الاقتصاد الحر والنشط في الإمارة وعدم وجود نظام ضريبي دورًا كبيرًا في جذب المستثمرين من جميع أنحاء العالم.
يتكون الهيكل التنظيمي لحكومة دبي من دوائر وهيئات ومؤسسات تنفيذية وخدمية تعمل بتنسيق وتناغم كامل تحت إشراف المجلس التنفيذي للإمارة، الذي يترأسه الشيخ حمدان بن محمد بن راشـد آل مكتوم ولي عهد دبي. وتتميز إمارة دبي بأن دخلها الاقتصادي لا يعتمد على الإيرادات النفطية بشكل أساسي على عكس باقي دول الخليج العربي حيث يعتمد اقتصاد دبي على التجارة والعقارات والخدمات المالية وأيضا على السياحة. النفط والغاز يشكلون 6% من إجمالي الاقتصاد. جلبت النهضة الاقتصادية والعمرانية الكبيرة التي في دبي شهرة عالمية للإمارة لتحتل مكانة مرموقة عالميا.

## التسمية
توجد أيضاً أقوال متعددة حول اسم دبي لكن لم تثبت صحتها فقيل إن اسمها يعود إلى دوبي أو دبي (بكسر الدال) وهو (نوع من الحشرات)، ودبي هو تصغير (دبا) وهو الجراد الذي لم تثبت له الأجنحة بعد، وسميت بذلك لأنها كان ينتشر فيها الجراد آنذاك قبل أن تسكن. عرفت دبي سابقًا باسم (الوصل).

## تاريخ
يعود أول استقرار للسكان في دبي إلى العام 1799، بينما تم تأسيس إمارة دبي تحت قيادة آل مكتوم عـام 1833 مع تولي الشيخ مكتوم بن بطي آل مكتـوم مقاليد الحكم فيها.

### 3000 ق.م. - القرن الخامس (الحضارة المينوية)
تعود جذور دبي إلى الحضارة المينوسية. إذ كانت أرض دبي في ما مضى مستنقعاً كبيراً لشجر القرم، وبحلول سنة 3000 قبل الميلاد جفّ المستنقع وأصبح صالحاً للسكن، ويقال إنّ رعاة الماشية الرحالة في العصر البرونزي كانوا أول من استقرّ في المنطقة وبحلول سنة 2500 قبل الميلاد زرعوا أشجار النخيل وكانت تلك المرة الأولى التي تُستعمل فيها هذه التربة للزراعة. استمرت الزراعة في هذه الأرض لبضعة آلاف من السنين. وخلال القرن الخامس الميلادي، كانت (جميرا) المشهورة حالياً بمطاعمها الفخمة وأبراجها شاهقة الإرتفاع محطة توقّف للقوافل المارّة على طول المسلك التجاري الذي يربط عُمان بما يُعرف اليوم بالعراق.

### القرن الحادي عشر - القرن الثامن عشر
ذُكرت دبي لأول مرة عام 1095 في كتاب (الجغرافيا) لعالم الجغرافيا الأندلسي أبو عبد الله البكري. وفي عام 1580 زار تاجر اللؤلؤ (جاسبيرو بالبي) الذي ينحدر من البندقية المنطقة وذكر اسم دبي التي كانت تشتهر حينها بتجارة اللؤلؤ. كان سكان المنطقة يكسبون لقمة العيش بالاعتماد على الصيد البحري والغوص لصيد اللؤلؤ (أو ما يعرف بالطواشة) وبناء القوارب وتأمين المسكن والقوت للتجار الذين كانوا يقصدون المنطقة لبيع الذهب والتوابل  والأنسجة، وهي السلع نفسها التي يمكن العثور عليها في الأسواق اليوم. أما الحدث البارز في تلك الحقبة في تاريخ دولة الإمارات فقد حصل عام 1793 حين استلمت قبيلة (بني ياس) السلطة السياسية واستقرت في أبوظبي وكانت دبي تابعةً لها آنذاك.

### 1832-1800 (المدينة المسوّرة)
أظهرت السجلات أنّ دبي كانت مدينةً مُسوّرة أوائل القرن التاسع عشر، وبني حصن الفهيدي في تلك الحقبة وهو حالياً موقع متحف دبي. وكان السور من جهة بر دبي يمتد من حي الفهيدي التاريخي مروراً بحصن الفهيدي وينتهي في السوق القديم. كانت منطقة الراس مسوّرة أيضاً من جهة ديرة. تفاوضت بريطانيا مع الحكام المحليين عام 1820 لعقد هدنة كي يتم فتح المسالك التجارية وتزدهر التجارة من جديد فأرست بالتالي دبي علاقات مع بلدان من أنحاء العالم.

## الأسرة الحاكمة
يعود تأسيس دبي إلى عام 1833 عندما استقر ما يقارب من ثمانمائة شخص ينتمون إلى قبيلة بني ياس بقيادة آل مكتوم عند منطقة الخور، وحكموا دبي منذ ذلك الوقت. قاد حاكم دبي آنذاك الشيخ راشد بن سعيد آل مكتوم (حكم من 1958 وحتى 1990) الإمارة بحنكة وبُعد نظر، وكان لتلك السياسة دور محرك لعجلة التنمية في دبي مما أوصلها إلى ما هي عليه اليوم.
عمل الشيخ راشد يداً بيد مع الشيخ زايد بن سلطان لتحقيق حلم الوحدة الذي صار حقيقة واقعة بالإعلان عن تأسيس دولة الإمارات العربية المتحدة في عام 1971.
وتولّى الشيخ محمد بن راشد آل مكتوم حكم إمارة دبي في 4 يناير عام 2006، بعد رحيل أخيه الشيخ مكتوم بن راشد آل مكتوم، والذي كان قد تولى حكم دبي بعد وفاة والده الشيخ راشد بن سعيد آل مكتوم في نوفمبر 1990.

## الجغرافيا

### الجيولوجيا
تضم دبي العديد من الشواطئ الرملية في الجانب الغربي، وأشجار المانجروف الاستوائية في الجانب الشرقي من الخور، والعديد من الصحاري في المناطق الداخلية، إضافة للوديان في منطقة حتا.

### الطقس والمناخ
تتمتع دبي بمناخ صحراوي حار. يوجد في دبي موسمان متميزان وهما الشتاء والصيف. يبدأ الصيف في دبي في الأسبوع الأخير من شهر أبريل وينتهي في الأسبوع الأول من شهر أكتوبر. تتميز هذه الفترة بطقس شديد الحرارة ورياح حارة ورطوبة عالية. ونظرًا لقرب المدينة من البحر، تكون درجات الحرارة في دبي أكثر اعتدالًا في الصيف مقارنة بمدن الخليج الأخرى مثل مدينة الكويت والرياض. ومع ذلك، فإن الرطوبة العالية يمكن أن تجعل الطقس مزعجًا للغاية في الصيف.

هطول الأمطار نادر خلال أشهر الصيف، وتؤدي الظروف الجوية إلى تكون عواصف ترابية بشكل متكرر. ترتفع درجات الحرارة بانتظام فوق 38 درجة مئوية (100 درجة فهرنهايت) خلال هذه الفترة وتنخفض إلى حوالي 26 درجة مئوية (79 درجة فهرنهايت) بين عشية وضحاها. يبدأ الشتاء في دبي في الأسبوع الأخير من شهر أكتوبر ويستمر حتى بداية شهر أبريل. يتميز فصل الشتاء بأجمل الأجواء، مما يجعله مثاليًا للأنشطة الخارجية. يحدث معظم هطول الأمطار خلال هذا الموسم. لم تكن العواصف الرعدية الشديدة المصحوبة برياح شمالية غربية قوية ودرجات حرارة منخفضة شائعة في المدينة خلال هذه الفترة. يبلغ متوسط ارتفاع النهار خلال فصل الشتاء حوالي 22 درجة مئوية (72 درجة فهرنهايت) مع أدنى مستوياته بين عشية وضحاها من 12 درجة مئوية (54 درجة فهرنهايت). ازداد هطول الأمطار على مدى العقود القليلة الماضية في المدينة التي تراكمت لأكثر من 130 ملم (5.12 بوصة) في السنة.
| البيانات المناخية لـمناخ دبي           | البيانات المناخية لـمناخ دبي | البيانات المناخية لـمناخ دبي | البيانات المناخية لـمناخ دبي | البيانات المناخية لـمناخ دبي | البيانات المناخية لـمناخ دبي | البيانات المناخية لـمناخ دبي | البيانات المناخية لـمناخ دبي | البيانات المناخية لـمناخ دبي | البيانات المناخية لـمناخ دبي | البيانات المناخية لـمناخ دبي | البيانات المناخية لـمناخ دبي | البيانات المناخية لـمناخ دبي | البيانات المناخية لـمناخ دبي |
| الشهر                                  | يناير                        | فبراير                       | مارس                         | أبريل                        | مايو                         | يونيو                        | يوليو                        | أغسطس                        | سبتمبر                       | أكتوبر                       | نوفمبر                       | ديسمبر                       | المعدل السنوي                |
| -------------------------------------- | ---------------------------- | ---------------------------- | ---------------------------- | ---------------------------- | ---------------------------- | ---------------------------- | ---------------------------- | ---------------------------- | ---------------------------- | ---------------------------- | ---------------------------- | ---------------------------- | ---------------------------- |
| الدرجة القصوى °م (°ف)                  | 31.6 (88.9)                  | 37.5 (99.5)                  | 41.3 (106.3)                 | 43.5 (110.3)                 | 47.0 (116.6)                 | 46.7 (116.1)                 | 49.0 (120.2)                 | 48.7 (119.7)                 | 45.1 (113.2)                 | 42.0 (107.6)                 | 41.0 (105.8)                 | 35.5 (95.9)                  | 49.0 (120.2)                 |
| متوسط درجة الحرارة الكبرى °م (°ف)      | 23.9 (75.0)                  | 25.4 (77.7)                  | 28.3 (82.9)                  | 33.0 (91.4)                  | 37.7 (99.9)                  | 39.5 (103.1)                 | 40.9 (105.6)                 | 41.3 (106.3)                 | 38.9 (102.0)                 | 35.4 (95.7)                  | 30.6 (87.1)                  | 26.2 (79.2)                  | 33.4 (92.2)                  |
| المتوسط اليومي °م (°ف)                 | 19.1 (66.4)                  | 20.5 (68.9)                  | 23.0 (73.4)                  | 27.0 (80.6)                  | 31.4 (88.5)                  | 33.4 (92.1)                  | 35.5 (95.9)                  | 35.9 (96.6)                  | 33.3 (91.9)                  | 29.8 (85.6)                  | 25.4 (77.7)                  | 21.2 (70.2)                  | 28.0 (82.3)                  |
| متوسط درجة الحرارة الصغرى °م (°ف)      | 14.3 (57.7)                  | 15.5 (59.9)                  | 17.7 (63.9)                  | 21.0 (69.8)                  | 25.1 (77.2)                  | 27.3 (81.1)                  | 30.0 (86.0)                  | 30.4 (86.7)                  | 27.7 (81.9)                  | 24.1 (75.4)                  | 20.1 (68.2)                  | 16.3 (61.3)                  | 22.5 (72.4)                  |
| أدنى درجة حرارة °م (°ف)                | 1.5 (34.7)                   | 6.9 (44.4)                   | 9.0 (48.2)                   | 13.4 (56.1)                  | 15.1 (59.2)                  | 18.2 (64.8)                  | 20.4 (68.7)                  | 23.1 (73.6)                  | 16.5 (61.7)                  | 15.0 (59.0)                  | 11.8 (53.2)                  | 8.2 (46.8)                   | 1.5 (34.7)                   |
| الهطول مم (إنش)                        | 18.8 (0.74)                  | 25.0 (0.98)                  | 22.1 (0.87)                  | 7.2 (0.28)                   | 0.4 (0.02)                   | 0.2 (0.01)                   | 0.8 (0.03)                   | 0.2 (0.01)                   | 0.0 (0.0)                    | 1.1 (0.04)                   | 2.7 (0.11)                   | 16.2 (0.64)                  | 94.7 (3.73)                  |
| متوسط أيام هطول الأمطار                | 5.5                          | 4.7                          | 5.8                          | 2.6                          | 0.3                          | 0.2                          | 0.5                          | 0.5                          | 0.1                          | 0.2                          | 1.3                          | 3.8                          | 25.5                         |
| ساعات سطوع الشمس الشهرية               | 251                          | 241                          | 270                          | 306                          | 350                          | 345                          | 332                          | 326                          | 309                          | 307                          | 279                          | 254                          | 3٬570                        |
| ساعات سطوع الشمس اليومية               | 8.1                          | 8.6                          | 8.7                          | 10.2                         | 11.3                         | 11.5                         | 10.7                         | 10.5                         | 10.3                         | 9.9                          | 9.3                          | 8.2                          | 9.8                          |
| المصدر #1: Dubai Meteorological Office |                              |                              |                              |                              |                              |                              |                              |                              |                              |                              |                              |                              |                              |
| المصدر #2: climatebase.ru (extremes)   |                              |                              |                              |                              |                              |                              |                              |                              |                              |                              |                              |                              |                              |

### الموقع والمساحة
تقع إمارة دبي على الساحل الشرقي لشبه الجزيرة العربية في الركن الجنوبي الغربي للخليج العربي، بين دائرة عرض 25 درجة و 16 دقيقة شمالاً، وخط طول 55 درجة و 16 دقيقة شرقاً، وبطول يناهز 72 كيلومتراً، ومساحة تبلغ 3900 كيلومتر مربع؛ أي ما يعادل 5% من مساحة دولة الإمارات. تحدّ دبي غرباً إمارة أبوظبي وشرقاً إمارة الشارقة، وتمتد جنوباً لتلامس حدود سلطنة عُمان. ترتفع دبي عن مستوى سطح البحر بحوالي 16 متر (52 قدماً).
يتبع لإمارة دبي منطقة حتّا الجبليّة والتي تبعد عن مدينة دبي مسافة 100 كيلو متر تقريباً على الحدود مع سلطنة عمان.

### المدن والمناطق
- دبي وهي عاصمة الإمارة ويقسمها خليج مائي يسمى خور دبي إلى قسمين. يسمى القسم الجنوبي «بَر دبي»، والقسم الشمالي يسمى «ديرة».[9]

## السكان
بحسب تقديرات عام 2019، بلغ عدد السكان في إمارة دبي حوالي 3,355,900 نسمة، بلغ عدد الذكور منهم 2,331,800  نسمة، والإناث 1,024,100 نسمة، ويعود ارتفاع نسبة الذكور قياساً بعدد الإناث إلى أن النسبة الأعلى من العمالة الوافدة هي من الذكور الذين لا يصطحبون معهم أفراد عائلاتهم.
وبحسب تقديرات المركز الاتحادي للتنافسية والإحصاء لعام 2010، بلغ عدد المواطنين الإماراتيين في إمارة دبي 168,029 نسمة، حيث بلغ عدد الذكور 84,245 نسمة، والإناث 83,784 نسمة.

## الإقتصاد
برزت إمارة دبي كوجهة عالمية رائدة في عالم المال والأعمال، وعززت من سمعتها كواحدة من الاقتصادات الرائدة في المنطقة والعالم نظراً لتنوع مصادرها. وتميز موقعها الجغرافي الاستراتيجي بكونه حلقة وصل للحركة التجارية التي تربط شرق العالم بغربه.

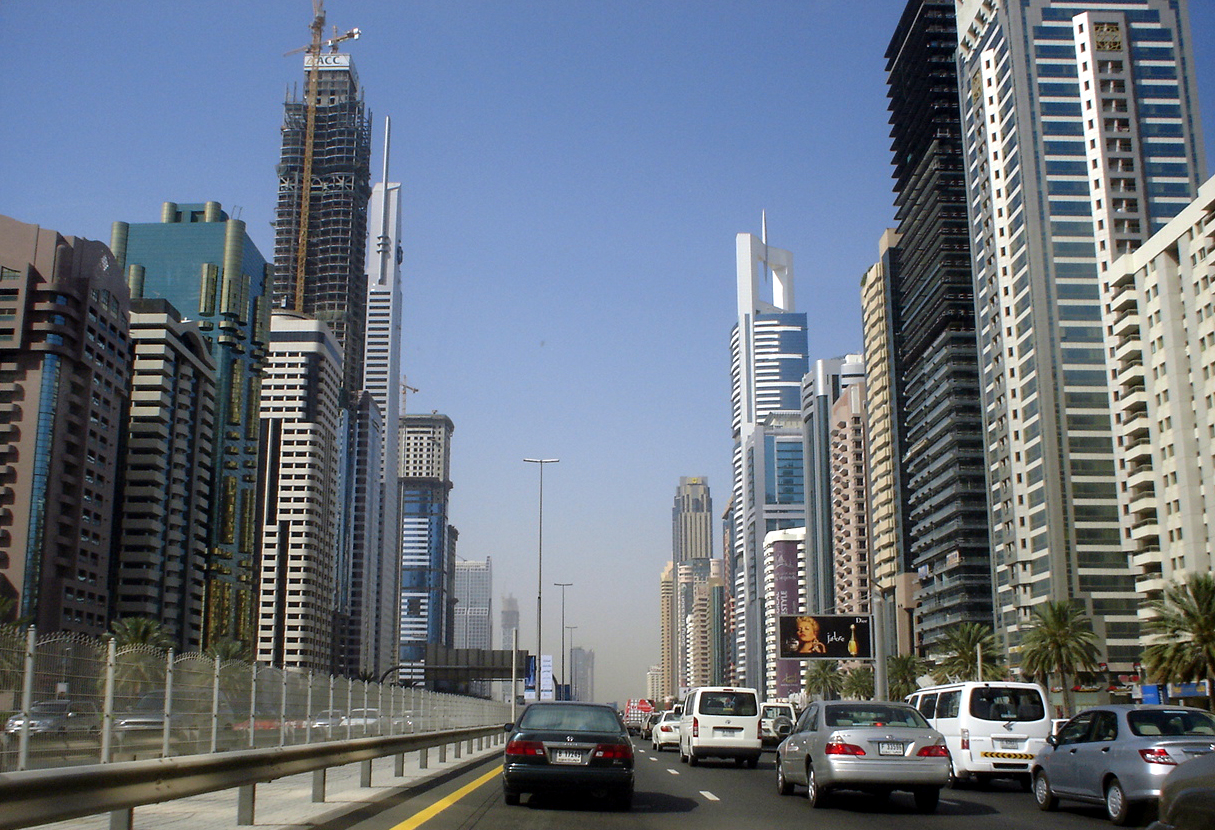
ناطحات السحاب في شارع الشيخ زايد في دبي

شكّل خور دبي في الماضي ميناء طبيعياً للمنطقة، مما أدى لاحقاً إلى بروز دبي كمركز لصيد الأسماك واللؤلؤ والتجارة. ومع بداية القرن العشرين، كانت السوق الواقعة في جهة ديرة هي الأكبر في المنطقة الساحلية.
ومع اكتشاف النفط في عام 1966، شهدت دبي نموًا متسارعًا، وبدأت الإمارة بتصدير النفط عام 1969 حيث تبع ذلك تطورات اقتصادية هائلة خلال العقود الثلاثة التالية، أوصلت دبي إلى ما هي عليه اليوم من تطور وازدهار.
كانت دبي هي المدينة الأولى عالميا في تأسيس المصارف الإسلامية عندما افتتح بنك دبي الإسلامي في السبعينات، وسوق دبي المالي، وهو أول منصة تبادل متوافقة مع أحكام الشريعة الإسلامية.
وفي الثمانينيات وبداية التسعينيات، اتخذت دبي قراراً استراتيجياً مبكراً بالعمل على أن تصبح الإمارة وجهة سياحية عالمية، والذي تحقق من خلال الاستثمارات الضخمة التي شهدها قطاع السياحة، وبرزت دبي خلال السنوات القليلة الماضية كمركز لعدد من النشاطات المتنامية مثل الاجتماعات والمؤتمرات والمعارض، إضافة لكونها مقرا لعدة شركات شحن اقليمية ودولية، وشركات ملاحة، وتأمين، والبنوك وشركات الخدمات مالية وغيرها.
لم يعد اقتصاد دبي اليوم معتمداً على النفط، فهو متنوع ويرتكز بشكل أساسي على قطاعات التجارة، والخدمات، والتمويل، ويتمتع بتكلفة تنافسية وبمستوى معيشة مرتفع. ويعمل في خدمة هذا الاقتصاد أكثر من 120 خطاً ملاحياً ترتبط عبر 85 شركة طيران بأكثر من 130 وجهة عالمية.
في عام 2013، تم اختيار دبي لاستضافة معرض إكسبو الدولي في الفترة من 1 أكتوبر 2021 حتى 31 مارس 2022، حيث سيجتمع على أرضها أكثر من 180 دولة وملايين الزوار من مختلف أنحاء العالم، وفي عام 2014، أطلق الشيخ محمد بن راشد آل مكتوم (خطة دبي الاستراتيجية 2021) والتي تهدف للارتقاء بدبي لتصبح وجهة عالمية في مختلف النواحي، وواحدة من المراكز الخمسة الأولى للتجارة، والخدمات المالية واللوجستية، والسياحة.
بلغ الناتج المحلي الإجمالي للإمارة في عام 2014 حوالي 338 مليار درهم، وقد نما إجمالي حجم تجارة دبي الدولية في المتوسط بنسبة تزيد عن 11% سنوياً منذ عام 1988.

## توأمة
لإمارة دبي اتفاقيات توأمة مع كل من:
- جنيف
- إسطنبول
- نور سلطان
- بغداد
- فرانكفورت
- طرابلس
- دمشق
- بيروت
- الدار البيضاء
- شانغهاي
- ديترويت
- بوسان
- عنتاب
- جدة